# デバルダ合金
デバルダ合金（デバルダごうきん）とは、アルミニウム約45 %、銅約50 %、亜鉛約5 %の合金のことである。
デバルダ合金は、アルカリ条件で蒸留しアンモニアが除去された後に残る硝酸塩を定量分析するための化学分析に還元剤として用いられる。その名称は、19世紀の後半にチリの硝石を分析する新しい手法を開発するためにデバルダ合金を合成したイタリアの化学者アルトゥーロ・デヴァルダ （1859年 - 1944年）に由来する。
デバルダ合金は、イオンクロマトグラフィーが開発される前は農学および土壌学において硝酸塩の定量分析もしくは定性分析に用いられ、今日では主要な分析法として世界中で採用されている。
このようにデバルダ合金は窒素の分析に用いられるものの、市販品ではデバルダ合金自身がわずかに窒素を含んでいる。そのため、実際の使用においては市販品の含有窒素量を事前に分析し、窒素含有量の少ないデバルダ合金を試験に供するということが行われる。

## メカニズム
硝酸イオンを含む溶液と水酸化ナトリウム水溶液を混合し、そこにデバルダ合金を加えて穏やかに加熱撹拌するとアンモニアガスが遊離する。硝酸イオンをアンモニアの形に変換した後、全窒素をケルダール法によって測定する。デバルタ合金による硝酸イオンの還元は以下の反応式による。
3 NO3- + 8 Al + 5 OH- + 18 H2O → 3 NH3 + 8 [Al(OH)4]-

## スポットテストによるNO3-とNO2-の識別
硝酸塩と亜硝酸塩を識別するためには、硝酸塩に塩酸を加えなければならない。また、褐色環試験も用いられる。

## マーシュテストとの類似性
デバルダ合金は、湿式の化学分析において、アルカリ条件下におけるいわゆる発生期水素 (en)の元の位置での発生のために一般的に用いられる還元剤である。マーシュテストはヒ素の定性のために使われ、水素は亜鉛粉末が塩酸と接触することで発生する。そのように水素は高いpHもしくは低いpH条件で簡便に発生させることが出来、化学種の揮発性に従って検出される。マーシュテストにおける酸性条件はアルシンガス (AsH3)の脱離速度を促進させ、一方で強アルカリ溶液では還元されたアンモニアガスの除去が非常に促進される。

## 長く議論されている発生期水素に関する疑問
19世紀中旬から、真の発生期水素の存在は繰り返し問題にされてきた。それは、変化しやすいH・のフリーラジカルは金属触媒がなければ比較的弱い還元剤である分子状のH2よりも反応性が高く、2つの水素原子がより安定な水素分子に再結合するより先に還元剤として作用する、という理論の支持者によって仮定された。発生期水素はヒ酸塩もしくは硝酸塩の還元によってそれぞれアルシンもしくはアンモニアが発生する反応の原因であると考えられていた。今日では、同位体比によって発生期水素の議論は終結し、ロマンチックな思考の遺物であったとして考えられている。

## 関連文献
- Cahen, Edward (1910). “A comparison of Pozzi-Escot's and Devarda's method for the estimation of nitrates”. The Analyst 35 (412):  307-308. doi:10.1039/AN9103500307.
- Kieselbach, Richard (1944). “Microdetermination of nitrates by Devarda method”. Industrial & Engineering Chemistry Analytical Edition 16 (12):  764-766. doi:10.1021/i560136a017.